# 보컬로이드 5
보컬로이드 5(영어: VOCALOID 5)는 노래 음성 합성 애플리케이션이며, 보컬로이드 시리즈에서 보컬로이드 4의 후속작이다. 보컬로이드 5 이후 버전은 보컬로이드 6이다.

## 역사
2018년 7월 2일, 야마하는 공식 보컬로이드 웹사이트와 상점 모두 2018년 7월 12일에 유지 보수를 위해 일시적으로 폐쇄될 것이며, 몇몇 보컬로이드 제품이 단종될 예정이라고 발표하였다. 유지 보수 당일, 미발표 야마하 보컬인 하루노 소라에 대한 정보가 사전 주문 목록을 통해 유출되었다. 해당 패키지는 당시 미발표였던 보컬로이드 5의 추가 기능으로 기재되었다. 몇 시간 후, 유지 보수가 완료되자 야마하는 보컬로이드 웹사이트를 다시 열고 동시에 보컬로이드 5를 공식적으로 공개하고 출시하였다.
보컬로이드 5는 이전 버전보다 상당히 현대적으로 묘사되고, 재설계된 인터페이스를 특징으로 한다. 이 소프트웨어는 묶음으로만 판매되는 최초의 보컬로이드 출시 제품이다. 모든 구매에는 Amy, Chris, Kaori, Ken의 네 가지 기본 음성 라이브러리가 포함된다. 이 음성 라이브러리들은 영어와 일본어 모두에서 다양한 사전 설정 오디오 샘플, 보컬 샘플 및 노래 스타일을 공유한다. 보컬로이드 5는 또한 많은 보컬 기능에 대한 더 세밀한 제어를 제공한다.
보컬로이드 5는 64비트 운영 체제를 필요로 한다. 보컬로이드 2 음성 라이브러리는 더 이상 공식적으로 지원되지 않지만, 보컬로이드 3 및 그 이후 버전의 음성 라이브러리는 사용 가능하다. 크로스 합성 및 잡 플러그인은 보컬로이드 5에서 작동하지 않는다.
보컬로이드 에디터 포 큐베이스는 보컬로이드 5 출시와 함께 버전 4.5로 업데이트되었다.

## 제품

### Amy
Amy는 2018년 7월 12일 보컬로이드 5의 통합 부분으로 출시된 영어 음성 라이브러리이다.

### Chris
Chris는 2018년 7월 12일 보컬로이드 5의 통합 부분으로 출시된 영어 음성 라이브러리이다.

### Cyber Diva II
이 음성 라이브러리는 사이버 디바 패키지의 마이너 업데이트이다. 2018년 7월 12일에 출시되었다.

### Cyber Songman II
이 음성 라이브러리는 사이버 송맨 패키지의 마이너 업데이트이다. 2018년에 출시되었다.

### Kaori
Kaori는 2018년 7월 12일 보컬로이드 5의 통합 부분으로 출시된 일본어 음성 라이브러리이다.

### Ken
Ken은 2018년 7월 12일 보컬로이드 5의 통합 부분으로 출시된 일본어 음성 라이브러리이다.

### VY1
이 음성 라이브러리는 VY1v4 패키지의 마이너 업데이트이다. 2018년 7월 12일에 출시되었다.

### VY2
이 음성 라이브러리는 VY2v3 패키지의 마이너 업데이트이다. 2018년 7월 12일에 출시되었다.

### 하루노 소라
하루노 소라는 AH-Software가 개발하여 2018년 7월 26일에 출시한 보컬로이드 5 및 보이스로이드 2용 음성 라이브러리이다. 그녀의 음성 제공자는 이노우에 키쿠코이다. 이 음성 라이브러리는 Natural과 Cool의 두 가지 음성 라이브러리를 가지고 있다.

### 메이카 히메 & 미코토
메이카 히메 & 미코토는 주식회사 가이노이드가 제작하고 성우 코이와이 코토리의 목소리를 샘플링한 두 개의 보컬로이드 5 음성 라이브러리이다. 이들은 2019년 3월 30일 텍스트 음성 변환 소프트웨어와 함께 출시되었다.

### 뤄톈이, 웨정 링 & 옌허 V5
상하이 허니안 정보 기술 유한회사가 개발하여 2023년 2월에 출시한 세 가지 중국어 음성 라이브러리이다. 이들은 보컬로이드 4 버전의 업데이트 역할을 한다.